# Smith O. Streeter
Smith O.Streeter (1 de julio de 1851 - Thawville de 1931) fue un atleta canadiense que compitió en las pruebas de roque por los Estados Unidos.
Streeter era originario de Canadá, pero en 1884 se trasladó a la pequeña aldea de Thawville donde era propietario de una granja grande. Más tarde, donó el terreno en el que la Iglesia Congregacional Thawville fue construido. Se convirtió en un ciudadano de los EE. UU. en 1865.
Streeter es el titular de la medalla de plata olímpica, ganó en la edición americana, en los Juegos Olímpicos de Saint Louis 1904. En dicha ocasión, venció a su compatriota Charles Brown en carrera ganada por su compatriota estadounidense Charles Jacobus, para terminar como subcampeón.